# Kosh
Kosh (in armeno Կոշ?, anche chiamato Koghes; precedentemente Kvash) è un comune dell'Armenia di 2 823 abitanti (2010) della provincia di Aragatsotn.

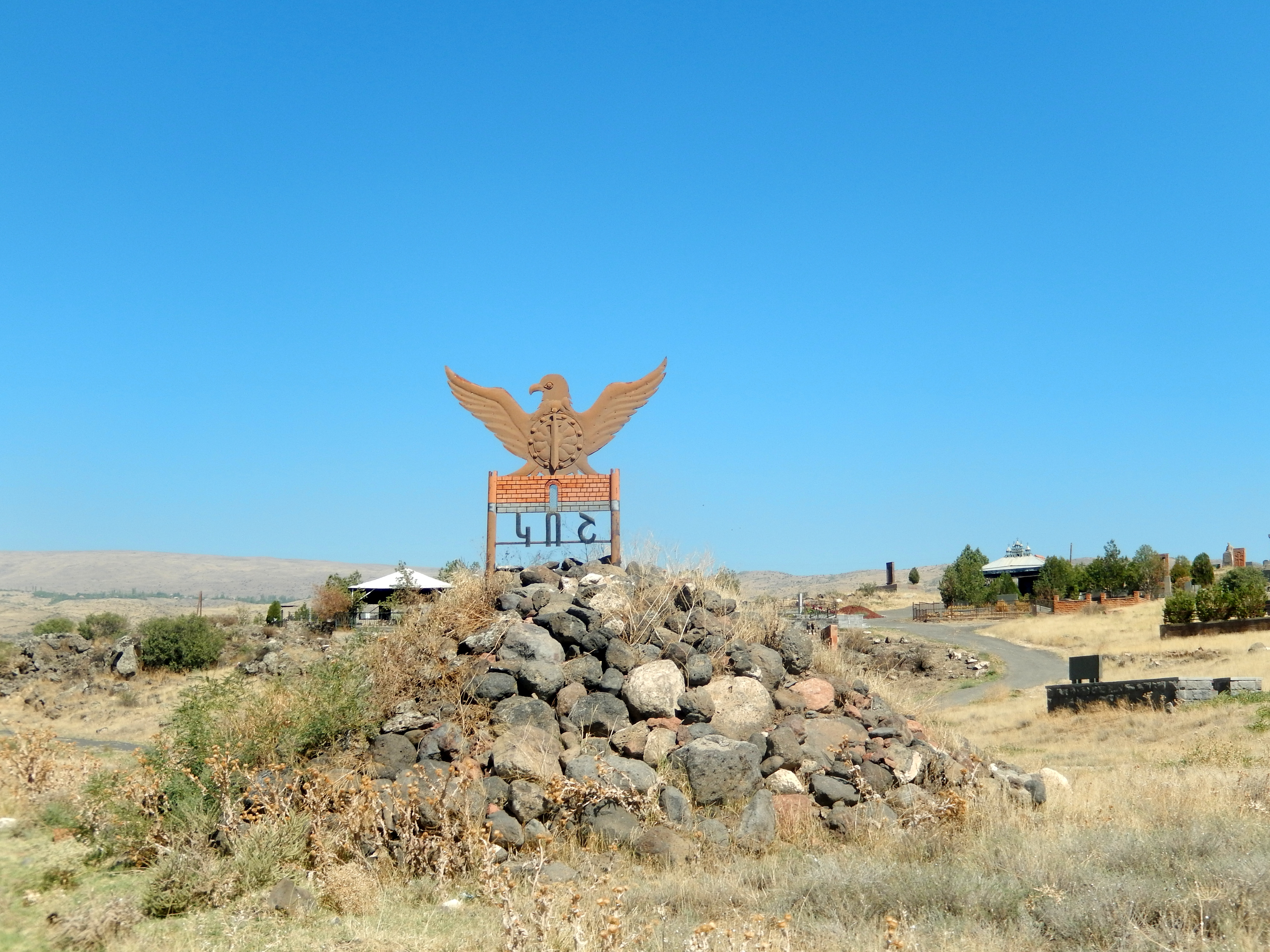